# Artivismo

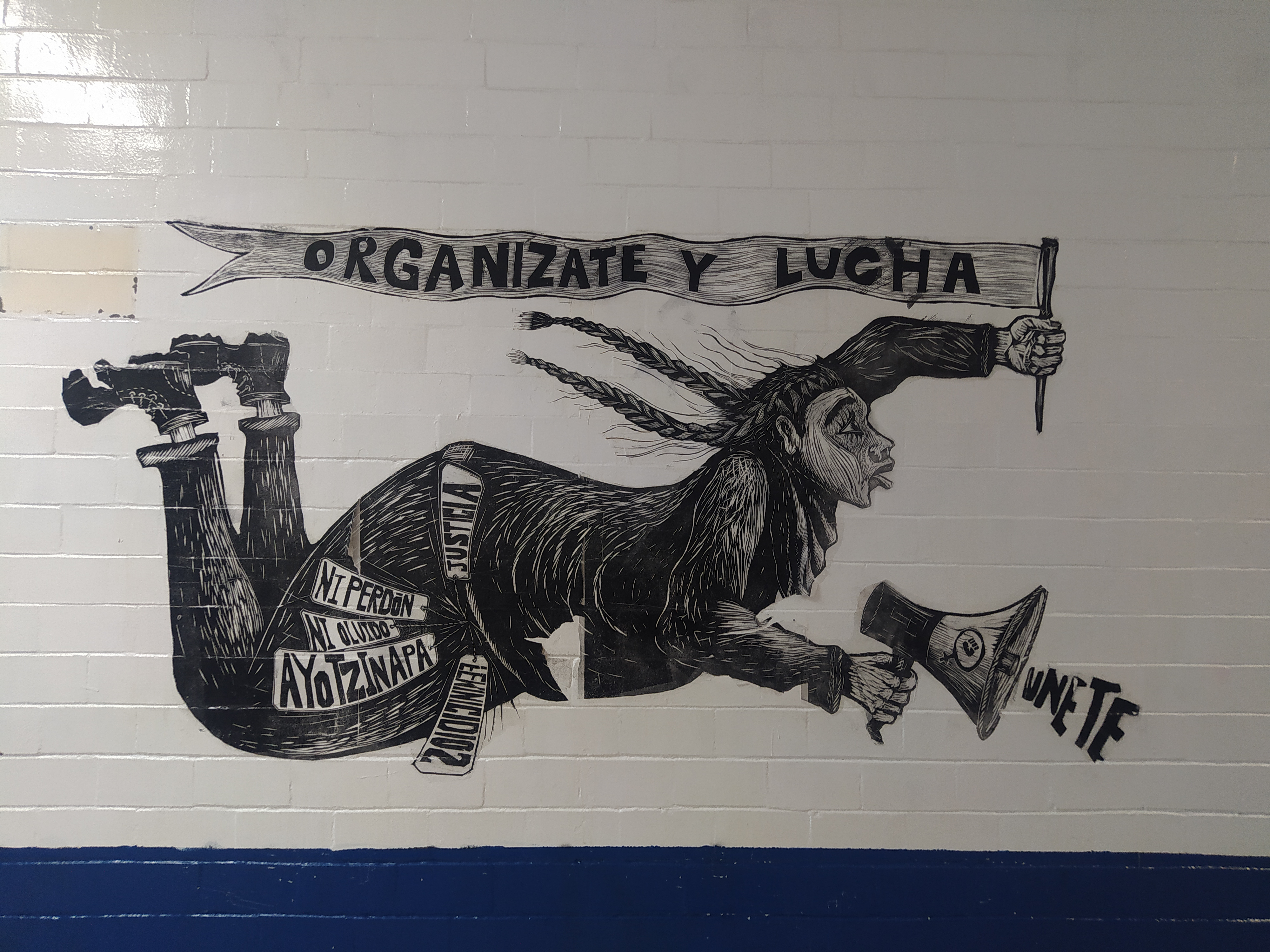
Un murale realizzato da artivisti

Artivismo è una parola macedonia derivante da "arte"e "attivismo", con il significato di "arte con un contenuto sociale esplicito".
L'artivismo si è sviluppato recentemente contemporaneamente alle proteste contro della globalizzazione e i conflitti armati emerse. In molti dei casi gli artivisti tentano di sollecitare le agende politiche attraverso l'arte. Ad ogni modo questa non è arte politica, ovvero lavori artistici con tendenze politiche. 
L'artivista si trova coinvolto molte volte in progetti di arte urbana, manifestando contro la pubblicità (adbasting - subvertising) e la società del consumo.  L'Artivismo si trova anche nell'area educativa come nuova forma di impegno sociale mediante l'innovazione e la creazione artistica, secondo lo studio tra due università: l'Università di Nottingham Trent e l'Università Complutense di Madrid, con la collaborazione di altri enti culturali come la francese Élan Interculturel (Francia) e Artemiszio (Ungheria). 
L'analisi, raccoglie alcune delle principali esperienze in artivismo mediante diverse tecniche ed esperienze in progetti laboratoriali, al fine di riflettere sull'utilità dell'artivismo come nuovo linguaggio sociale e come strumento educativo, capace di rompere i ruoli tradizionali della comunicazione sociale.

Un'opera di Banksy a Venezia, durante un picco di alta marea nel novembre 2019.

In alcuni casi, come a Parigi nel 2003, gli artivisti furono arrestati per atti di arte politica culminati con la distruzione di alcune proprietà. 
Un tipico obiettivo a breve termine per gli attivisti è reclamare spazi pubblici, specialmente sovvertendo o rovinando le pubblicità affisse o i sistemi dei trasporti cittadini; inoltre, possiamo trovare gli artivisti impegnati con diversi mezzi di comunicazione, come Internet ma non solo, per azioni che potrebbero essere descritte come hacktivismo.
Il neologismo è stato utilizzato per la prima volta per il gruppo Big Frente Zapatista e per i membri dell'EZLN dopo un ritrovo nel 1997.

## Antecedenti

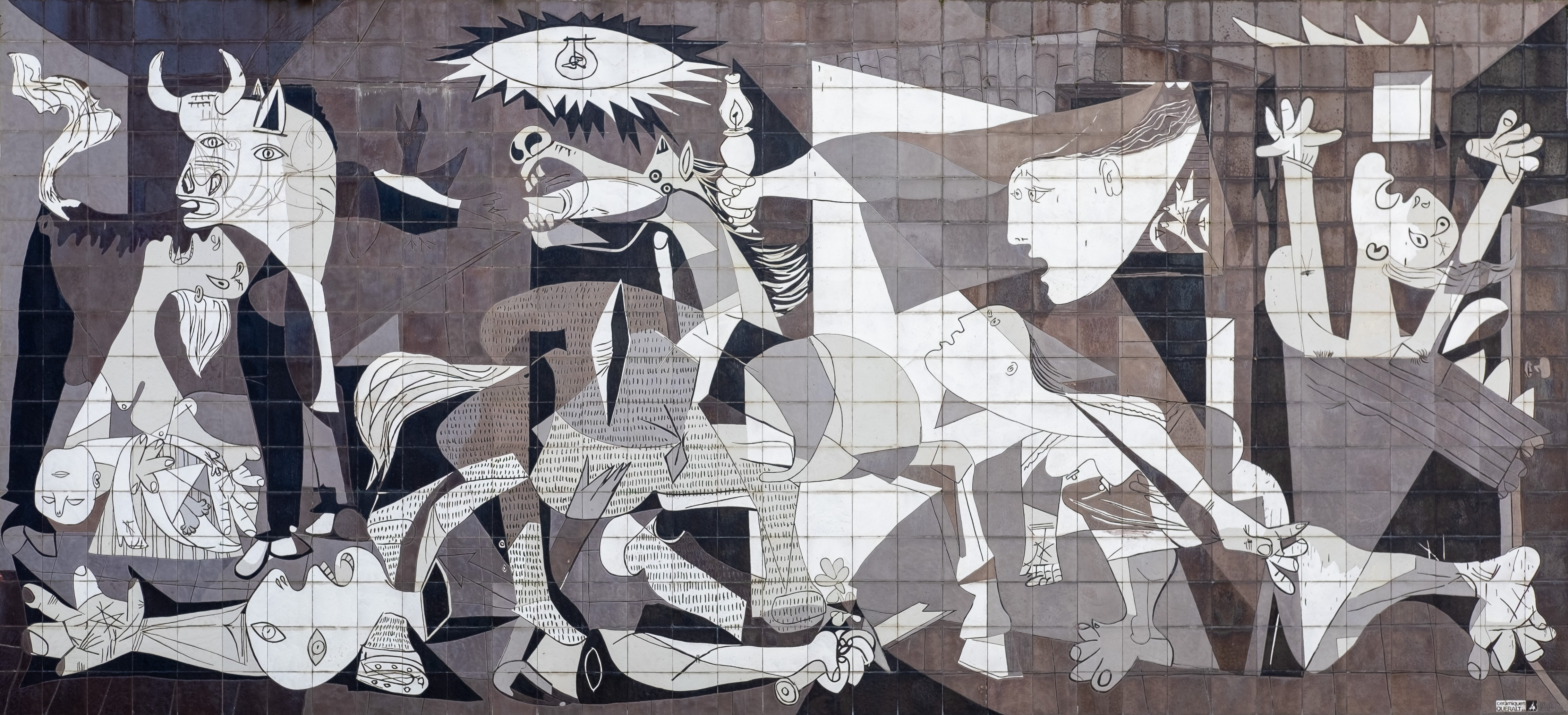
Riproduzione della Guernica di Picasso (1937)

Il quadro Guernica, dipinto da Pablo Picasso nel 1937, potrebbe considerarsi un antecedente. L'opera rivelava alla società il bombardamento della città di Guernica durante la Guerra Civile Spagnola. Si utilizzava l'arte come piattaforma per criticare agli orrori vissuti durante il conflitto bellico.

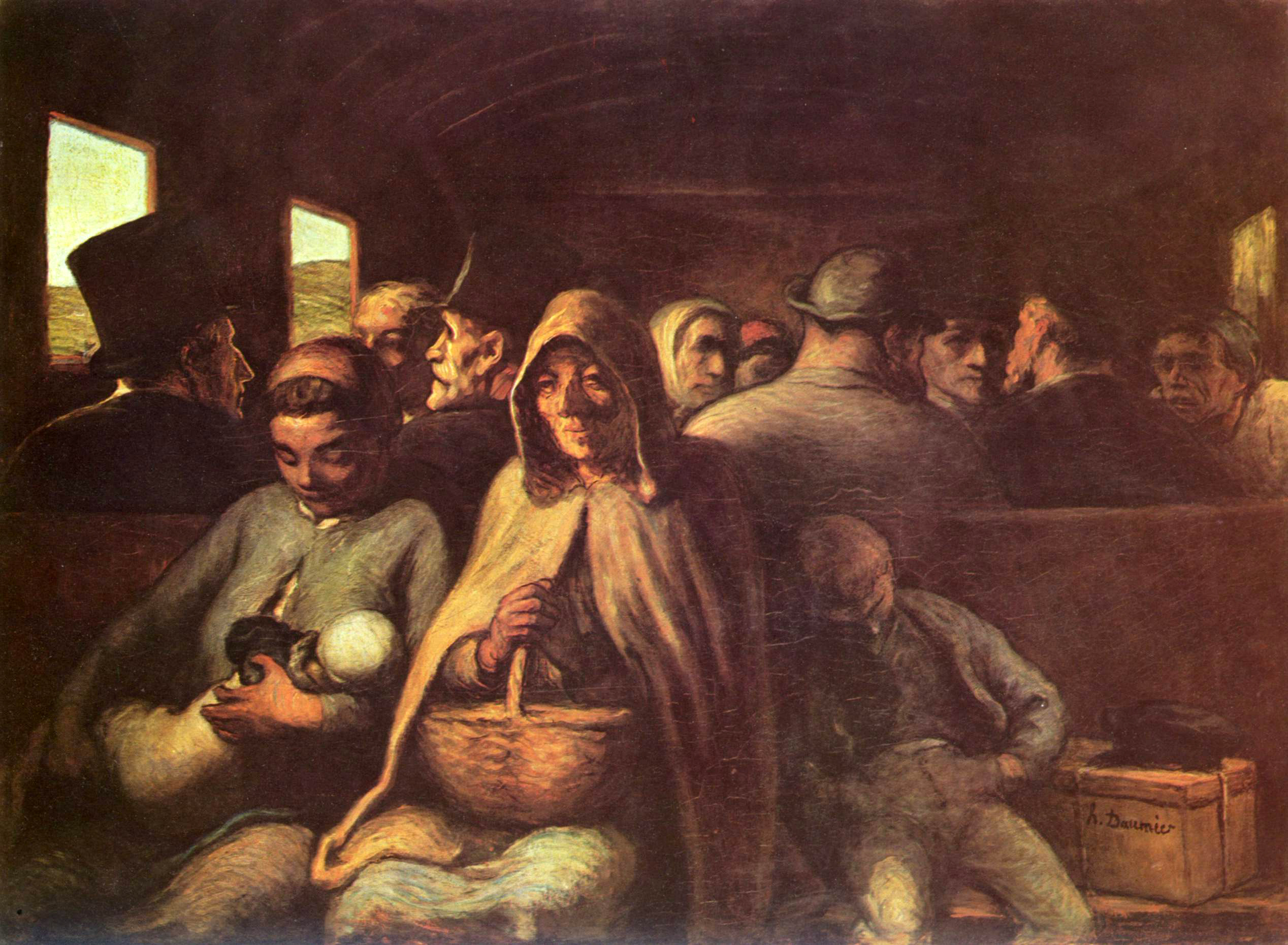
Il vagone di terza classe di Honoré Daumier (1862-64)

Il Vagone di terza classe di Honoré Daumier, dipinto tra 1862 e 1864, è un altro esempio. In questa opera l'artista realista mostra un vagone di treno di terza classe, in tal modo utilizza l'arte per rendere protagoniste le classi più svantaggiate. Denuncia la situazione di alienazione in cui si trovano ammassati nel treno. Oltretutto si può vedere come, nonostante stiano tutti vicini, non c'è nessun tipo di contatto tra loro, nemmeno visuale, potenziando così l'idea dell'alienazione.

## Caratteristiche
Durante il secolo XX vari artisti si fecero portavoce dell'importanza di incidere nella vita attraverso l'arte. Un modo di farlo era mediante l'attivismo: portare in vista attraverso l'arte quello che non funzionava bene. L'arte come piattaforma di denuncia delle ingiustizie. Non era necessario essere artisti e l'arte si metteva al servizio di tutti, si fondeva con la vita.

### 7000 querce
7000 querce è un'opera di Joseph Beuys del 1982. Beuys fece collocare un'enorme pila di 7000 blocchi di roccia di basalto di fronte all'ingresso del museo Fridericianum, in cui si realizzava la settima versione di Documenta, una mostra di arte contemporanea celebrata ogni 5 anni a Kassel, Germania. Le rocce potevano essere mosse in un altro luogo della città solo se si fosse piantata una quercia accanto di ognuna di loro. 
Perciò, finché non si fosse arrivati alle 7000 querce piantate in tutta Kassel, non si sarebbe potuto smontare il cumulo di sassi. In questo modo si metteva l'arte al servizio della società in un atto di attivismo ecologico. 
Inoltre, si utilizza la città come spazio di rivendicazione, una delle principali caratteristiche dell'artivismo. 
Questo atto di artivismo terminò cinque anni dopo, quando l'artista già era deceduto, e cambiò per sempre il paesaggio di Kassel.

## Opere
- 7000 querce, Joseph Beuys
- Coca Cola Vase, Ai Weiwei
- L'operaio sorridente, Jim Dine
- Loving care, Janine Antoni
- Non sono la tua barzelletta, Daniel Arzola
- Overcome Party Dictatorship Now, Joseph Beuys

## Artivisti
- Above
- Ai Weiwei
- Gianluca Costantini
- Alfredo Meschi
- Aloe Blacc
- Annie Sprinkle
- Anomie Belle
- Badiucao
- Banksy
- Bleepsgr
- Blu
- Cristina Donati Meyer
- Daniel Arzola (Spanish)
- Dennis Merlini
- Ericailcane
- Ernest Zacharevic
- Favianna Rodriguez
- Giacomo Verde
- Guillermo Gómez-Peña
- Joel Garcia / Meztli Projects
- JoFF Rae
- JR
- Jeanmarie Simpson
- Judy Baca
- Luglio Salgado
- Le Cafeteras
- Lila Downs
- Lost Children of Babylon
- Lydia Canaan
- Martha Gonzalez
- Maya Jupiter
- Norm Magnusson
- Pavel 183
- Peter Joseph
- Quetzal (band)
- Reverend Billy and the Church of Stop Shopping
- Rosalba Castelli
- Ruangrupa
- Self Help Graphics & Art
- Tania Bruguera
- Will St Leger